# Cyrille van Hoof
Cyrille van Hoof (Goirle, 20 februari 1973) is een Nederlandse zangeres en voormalig Big Brother-deelneemster.
Cyrille zat slechts 9 dagen in het allereerste Big Brotherhuis. Ze kwam er op 1 november 1999 samen met de studente Anouk in, ter vervanging van de vrijwillig vertrokken Mona en Bianca. Ze had zich niet spontaan opgegeven, maar was gecast. Ze had duidelijk de intentie met haar verblijf in het huis bekendheid op te bouwen (Ik zal jullie heel veel vreugde bezorgen. Zeker weten!). Ze maakte dan ook indruk met een 'spontane' uitvoering van het lied 'Colors Of The Wind', waarbij ze zich had verkleed als Pocahontas en op de gitaar werd begeleid door Ruud. Ze werd zowel door de bewoners als door de kijkers als een indringer beschouwd en al gauw weer weggestemd.
Eind december kwam de single 'The Alternative Way', een cover van Anita Meyer uit maar haalde de hitlijsten niet.
In 2002 vormde Cyrille met J Perkin het gelegenheidsduo Double D. Ze scoorden een hit in Zuid-Korea met het nummer Our Dream dat geschreven was ter ere van de prestaties van voetbaltrainer Guus Hiddink en het Zuid-Koreaans voetbalelftal (mannen).
Cyrille speelde ook mee in musicals als 'Rent' en 'Miss Saigon'

## Discografie

### Singles
- Our Dream (juni 2002) (Double D)
- The Alternative Way (december 1999)
- I Want Ya Movin' (januari 1996)